# 1452

## أحداث
- تأسيس مدينة موستار وتقع حاليا في البوسنة والهرسك.

## مواليد
- ريتشارد الثالث من إنكلترا
- سافونارولا
- 15 أبريل - الفنان الايطالي ليوناردو دا فينشي.

## وفيات
- جون ستافورد
- جيمستوس بليثو فيلسوف يوناني
- راؤول روسيل قس فرنسي
- شيرياكو دي بيتسيكولي
- منجونغ ملك جوسون
- هوانغ هي (جوسون)
- يوأنس الحادي عشر (بابا الإسكندرية)

## متفرقات
- 1452 هو رمز إنسي لبلدية فيريو-لو-غران، أين بفرنسا.